# Doron Medalie

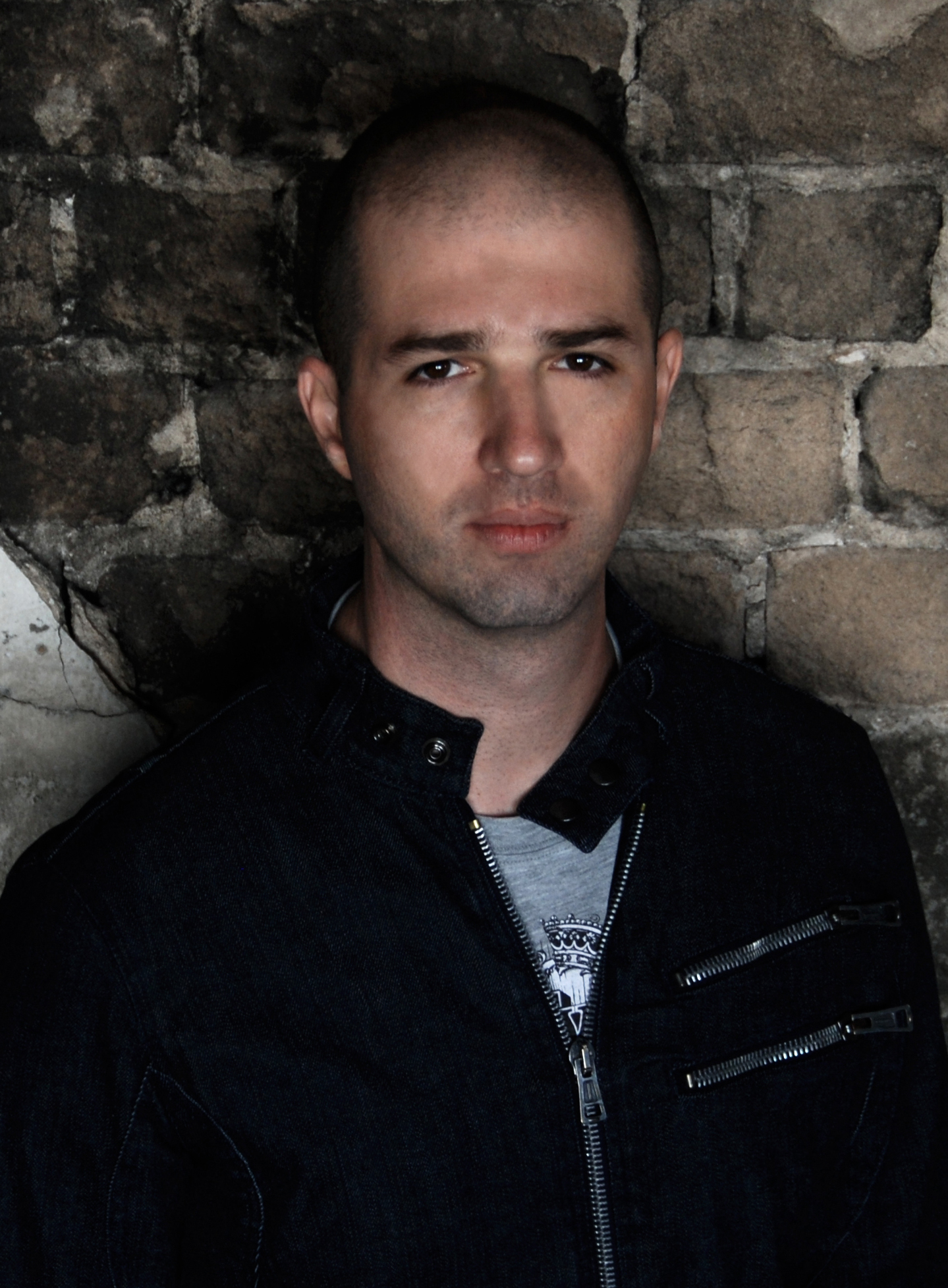
Doron Medalie, 2011

Doron Medalie (hebräisch דורון מדלי; * 5. Dezember 1977 in Ramat HaSharon) ist ein israelischer Musiker. Sein Lied Toy ist das Lied, das von der israelischen Sängerin Netta aufgenommen wurde und den Eurovision Song Contest 2018 gewann. Er hat auch Lieder für Eyal Golan, Shlomi Shabat, Omer Adam, Lior Narkis, Hovi Star, Eleni Foureira oder die Tel Aviv Gay Pride geschrieben.
Er hat in Schulen wie Batsheva Dance Company studiert.

## Diskografie
- תהום :2008[3]